# والي بيترسون
والي بيترسون (بالإنجليزية: Wally Peterson)‏ هو مغني أمريكي، ولد في 11 أكتوبر 1917 في بوسطن في الولايات المتحدة، وتوفي في 30 مارس 2011 في نيويورك في الولايات المتحدة.

## وصلات خارجية
- والي بيترسون على موقع IMDb (الإنجليزية)
- والي بيترسون على موقع قاعدة بيانات برودواي على الإنترنت (الإنجليزية)